# Souza's klauwier
Souza's klauwier (Lanius souzae) is een zangvogel uit de familie klauwieren (Laniidae). Deze vogel is genoemd naar de Portugese ornitholoog José Augusta de Souza (1837-1889).

## Verspreiding en leefgebied
Deze soort komt voor in centraal Afrika en telt drie ondersoorten:
- L. s. souzae: van Gabon en zuidelijk Congo tot centraal Angola.
- L. s. tacitus: van zuidoostelijk Angola tot westelijk Mozambique en noordelijk Botswana.
- L. s. burigi: Rwanda, Burundi en westelijk Tanzania.

## Status
De grootte van de populatie is niet gekwantificeerd maar de soort wordt omschreven als schaars. Op de Rode lijst van de IUCN heeft deze soort de status niet bedreigd.